# Bunaeopsis annabellae
Bunaeopsis annabellae är en fjärilsart som beskrevs av Lemaire och Pierre Claude Rougeot 1975. Bunaeopsis annabellae ingår i släktet Bunaeopsis och familjen påfågelsspinnare. Inga underarter finns listade i Catalogue of Life.